# Zehneria peneyana
Zehneria peneyana är en gurkväxtart som först beskrevs av Naud., och fick sitt nu gällande namn av Aschers. och Schweinf. Zehneria peneyana ingår i släktet Zehneria och familjen gurkväxter. Inga underarter finns listade i Catalogue of Life.